# 1534 w polityce
Wydarzenia polityczne w 1534 roku.

## Wydarzenia
- 15 sierpnia – Ignacy Loyola założył Towarzystwo Jezusowe (zakon jezuitów), które zostało zatwierdzone przez papieża w 1540[1].

## Zmarli
- 24 września Klemens VII, papież[2].